# Xenosophira vibrissata
Xenosophira vibrissata är en tvåvingeart som beskrevs av Hardy 1980. Xenosophira vibrissata ingår i släktet Xenosophira och familjen borrflugor. Inga underarter finns listade i Catalogue of Life.